# Vidovača
Vidovača (en serbe cyrillique : Видовача) est un village de Serbie situé dans la municipalité de Prokuplje, district de Toplica. Au recensement de 2011, il comptait 25 habitants.

## Démographie
| 1948 | 1953 | 1961 | 1971 | 1981 | 1991 | 2002 | 2011 |
| ---- | ---- | ---- | ---- | ---- | ---- | ---- | ---- |
| 367  | 382  | 316  | 141  | 85   | 41   | 32   | 25   |

|  |